# G-Shock
G-Shock (en idioma japonés ジーショック) es una gama de relojes creada por la empresa japonesa CASIO en 1983. El nombre "G-Shock" es la abreviatura de "Gravitational Shock". Estos relojes están diseñados principalmente para uso militar, profesional o en deportes extremos. Se trata exclusivamente de relojes de cuarzo con pantalla numérica, analógica o mixta, siendo el movimiento de cuarzo más preciso y resistente a los golpes que los movimientos mecánicos.
El primer G-Shock fue diseñado por Kikuo Ibe y Yuichi Masuda para equipar a los obreros de la construcción en una época en la que los relojes mecánicos eran dispositivos bastante frágiles. Los dos ingenieros tuvieron que desarrollar un reloj resistente a 10 bares de presión, a una caída de 10 metros y con una duración de batería de 10 años. El objetivo se logró en abril de 1983. Desde entonces, la marca no ha dejado de mejorar sus relojes y diversificar sus modelos hasta el punto de haber entrado en la cultura popular como arquetipo del reloj utilitario y prácticamente indestructible.
Todos los relojes G-Shock actuales están diseñados para resistir golpes mecánicos, vibraciones e inmersión en aguas profundas. Varios modelos se han desarrollado en colaboración directa con profesionales, en particular con los pilotos de la RAF, los bomberos paracaidistas de las Cascadas del Norte y la Sociedad Alemana para el Rescate de Náufragos. Además de la hora, sus funciones básicas incluyen un reloj despertador, un cronómetro, una cuenta atrás y un sistema de iluminación. A estas funciones se suman, según el modelo, memoria interna para almacenamiento de datos, calendario perpetuo, reloj mundial, sincronización automática basada en relojes atómicos y en la red GPS, funcionamiento con energía solar, bluetooth, brújula digital, termómetro o función barómetro/altímetro.

## Historia

### El primer G-Shock

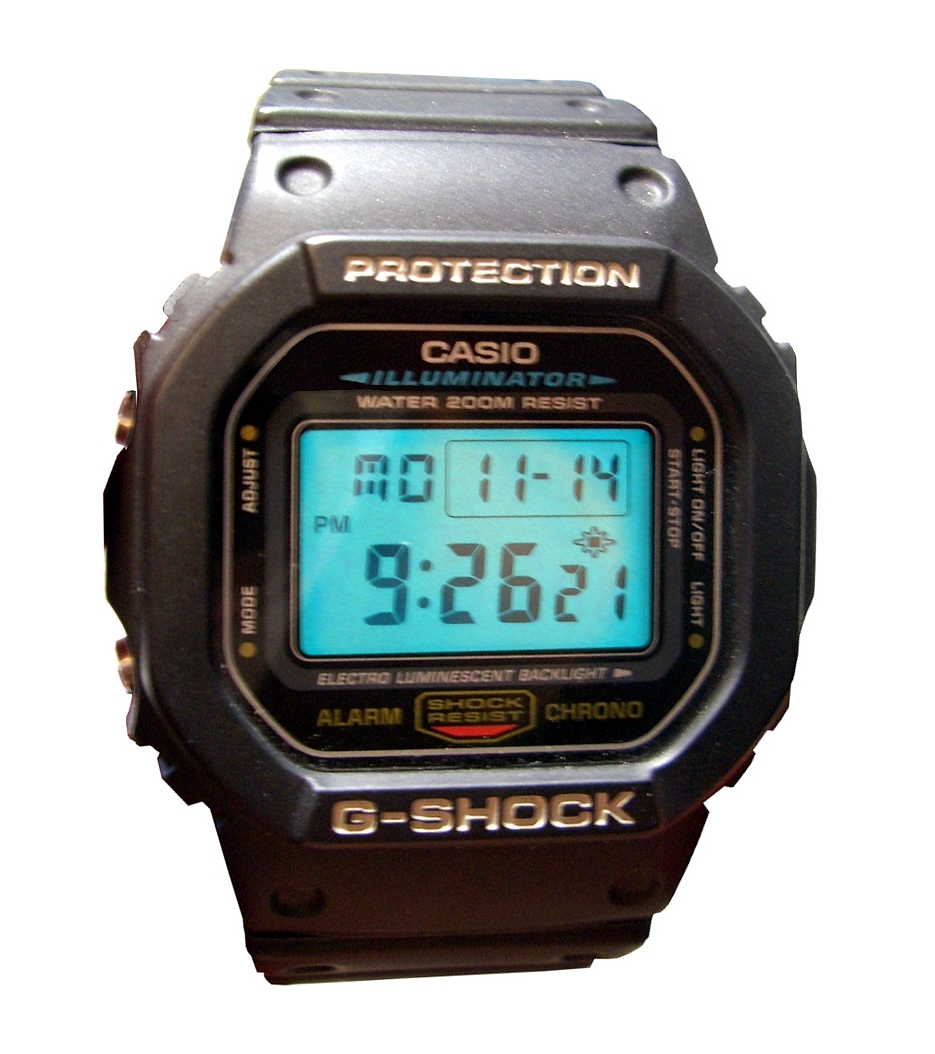
El G-Shock DW-5600E diseñado sobre el modelo de 1983

A principios de los años 1980, los relojes en el mercado todavía experimentaban importantes problemas de fragilidad en el sector de la construcción. Kikuo Ibe y Yuichi Masuda, ingenieros del grupo Casio, fueron entonces los encargados de producir un modelo más resistente. Las especificaciones, coloquialmente llamadas "triple 10", exigían garantizar una duración de la batería de al menos 10 años, una resistencia a la presión en agua de al menos 10 bares y una resistencia a una caída de al menos de 10 m de altura sobre una superficie dura. Serán necesarios dos años de pruebas antes de llegar al producto final, así como el desarrollo de algo más de 200 prototipos. La resistencia a los golpes se obtuvo mediante el uso de 10 capas para proteger el módulo de cuarzo del reloj. Esta protección incluye además un parachoques de poliuretano, una carcasa de acero inoxidable, vidrio mineral endurecido y un fondo atornillado de acero inoxidable. El módulo de cuarzo es flotante, por lo que el mecanismo flota libremente en espuma de poliuretano, con los botones exteriores y la pantalla LCD del módulo conectados mediante cables flexibles. El primer G-Shock salió al mercado en abril de 1983, y su lanzamiento se convirtió en un éxito instantáneo en el mercado de los relojes profesionales y técnicos.

### El despegue de la marca

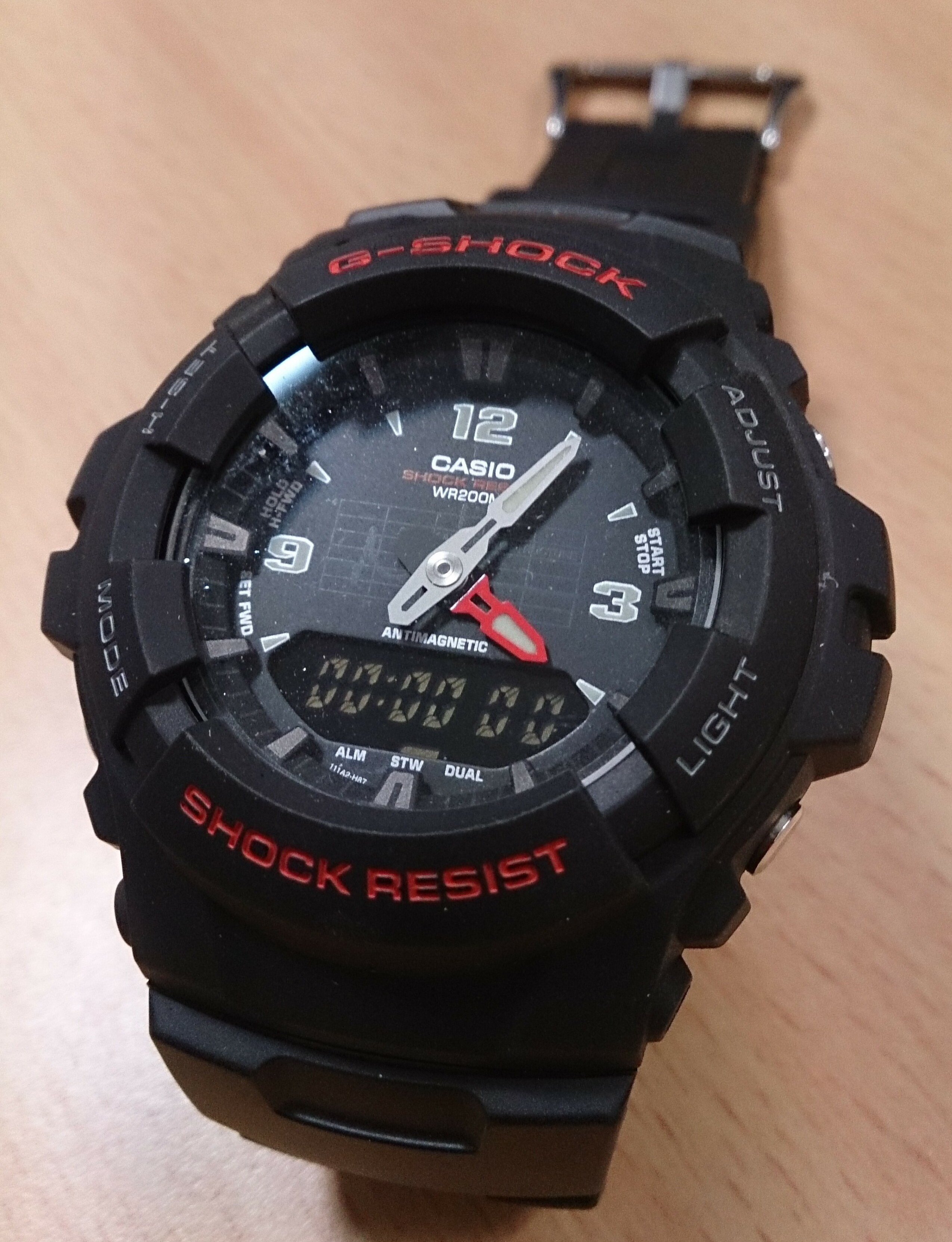
G-100, predecesor del GA-100

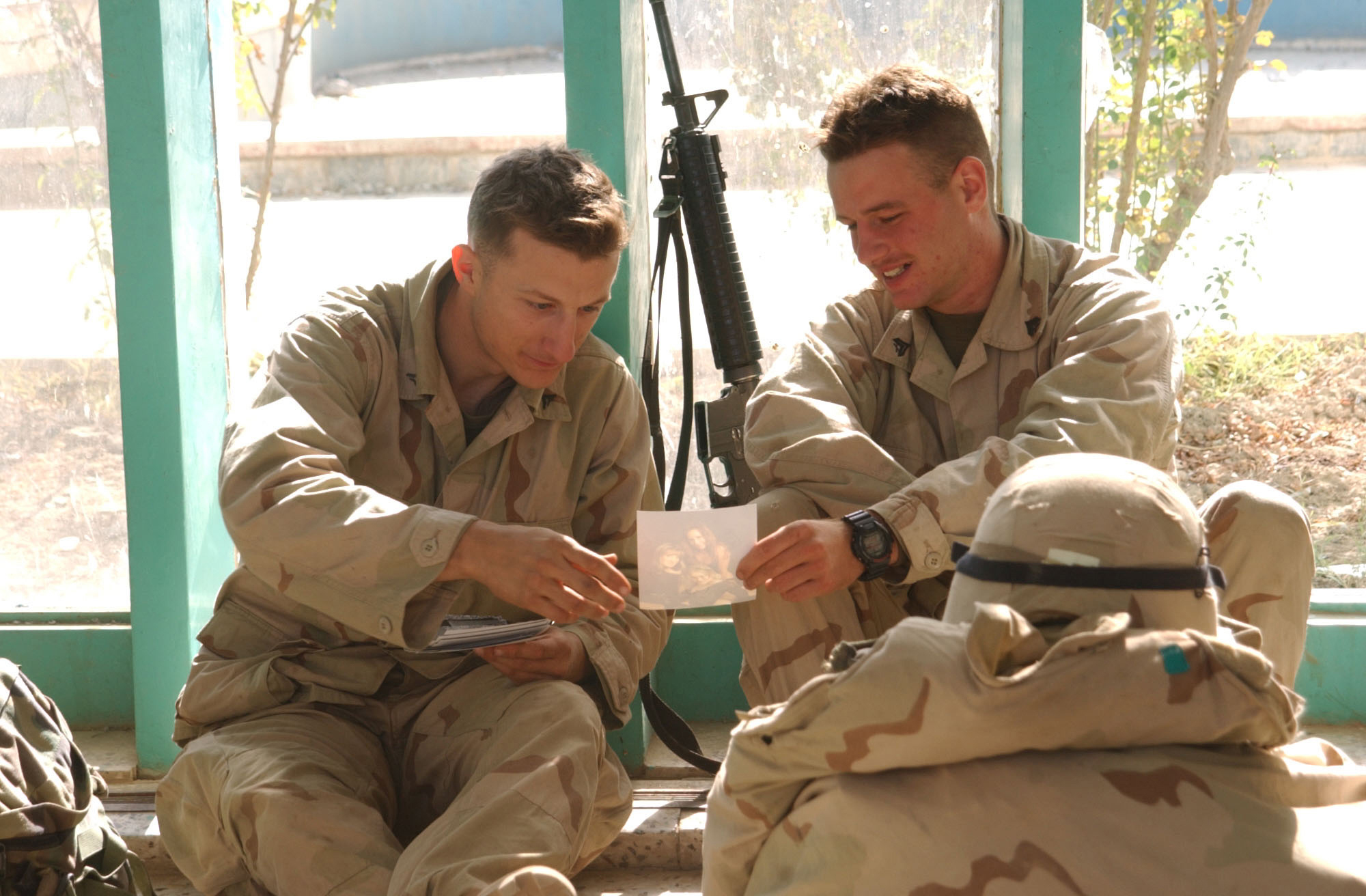
Soldado del Cuerpo de Marines de los Estados Unidosequipado con un Casio G-Shock (Kandahar, año 2001)

La marca tuvo dificultades inicialmente para consolidarse entre el público en general en Japón, pero el éxito de ventas en los Estados Unidos le abrió las puertas del mercado global. El nombre de G-Shock solo se estableció en Japón después de este impacto mundial. A partir de este éxito, cada año se comercializaron varios modelos nuevos. Para ganar cuota de mercado, la marca optó por modificar su imagen de relojes utilitarios y exclusivamente profesionales desde principios de los años 1990. En este contexto, en 1991 se lanzó al mercado la serie Baby-G, dirigida al público femenino. La marca G-Shock siguió ganando popularidad rápidamente, pero no logró cambiar realmente su imagen. A finales de 1990 se habían vendido 19 millones de relojes G-Shock en todo el mundo. Estos relojes se volvieron muy populares entre los alpinistas, bomberos, conductores de ambulancia, trabajadores de plataformas petrolíferas, agentes de policía, astronautas y soldados. Sin embargo, aún conservaban su imagen de relojes utilitarios, a pesar de que algunas celebridades los adoptaron, como el cantante Sting en 1986, quien fue uno de los primeros en aparecer con la referencia "DW-5700C" durante el evento «Sport Aid Run the World», o los directores de cine Tony Scott, Ron Howard o Francis Ford Coppola. Por el contrario, esta imagen de un reloj utilitario (coloquialmente llamado “toolwatch” en inglés) ha permanecido asentada en la cultura popular. Los relojes G-Shock se convirtieron en el arquetipo de los relojes utilitarios “indestructibles”. Así, el ex soldado de las Fuerzas Especiales del Reino Unido, Andy McNab, mencionó en varias de sus novelas el uso de un reloj G-Shock por parte de su personaje, Nick Stone. También en la literatura, Mark Bowden indicaba en su libro La caída del Black Hawk, que los miembros de la Fuerza Delta usaban relojes G-Shock durante la batalla de Mogadiscio el 3 y el 4 de octubre de 1993.

### Evolución posterior de la marca

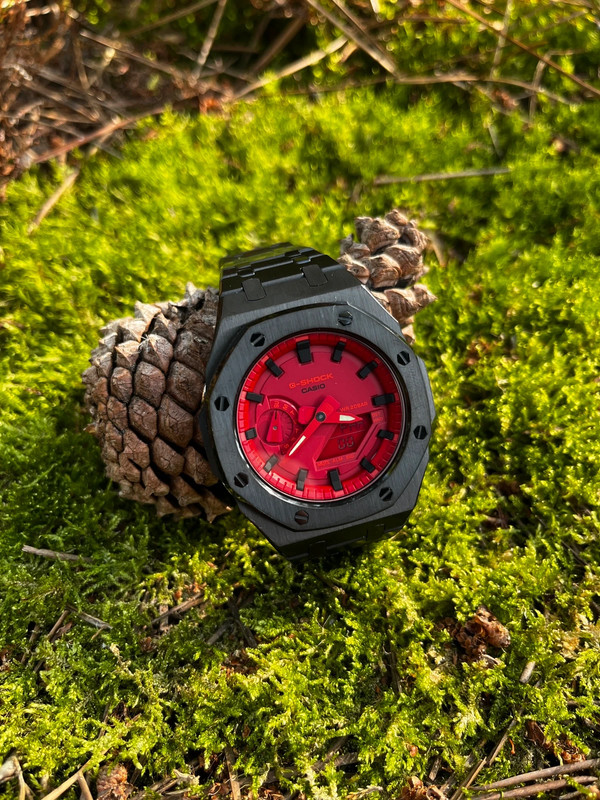
GA-2100 personalizado por la empresa de relojes ShoakWave

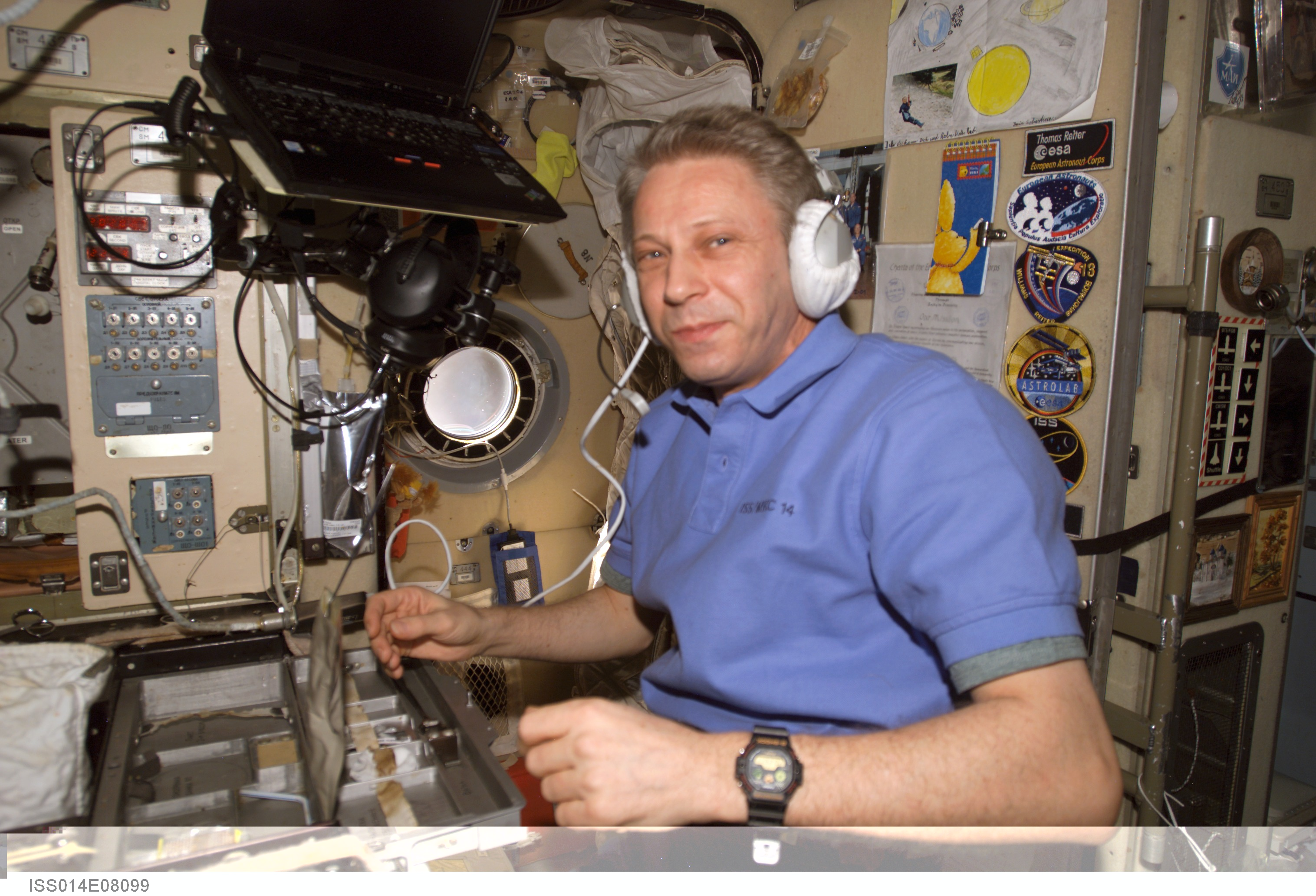
El astronauta Thomas Reiter con su G-Shock DW-5900 durante la Expedición 14 a bordo de la ISS

En 2012 se optó por lanzar colecciones premium. Así, se acordó una colaboración entre la Royal Air Force y el departamento de investigación y desarrollo de Tokio con el objetivo de dirigirse a un mercado muy específico: personas apasionadas por la relojería de lujo y la tecnología. De hecho, las marcas de relojes de lujo no ofrecen productos altamente tecnológicos ni ofrecen la robustez de un G-Shock. Por su parte, G-Shock se orientaba entonces hacia la tecnología, la robustez, lanzándose incluso productos de moda y coloridos, pero no se hacían productos de lujo. Se trataba de sintetizar ambos y centrarse en productos de alto valor añadido. Muchos fanáticos de la marca desde los años 1980 y 1990 ahora tienen un mayor poder adquisitivo. Asimismo, para los amantes de los relojes de lujo, la población también de alto poder adquisitivo, es habitual poseer un G-Shock además de sus prestigiosos modelos cuando practican actividades de riesgo con sus relojes. El primer G-Shock premium fue el GW-A1000-1AER, allanando el camino para la colección Gravitymaster.
En 2013 se alcanzó la cifra de 70 millones de G-Shocks vendidos. La marca ha seguido innovando y ahora ofrece sincronización automática basada en relojes atómicos así como funcionamiento solar que le permite retrasar el cambio de batería (acumulador). La marca también se lanzó al mercado de los relojes conectados con la aparición de modelos compatibles con la tecnología Bluetooth. En 2014, Casio presentó su función GPS híbrido Wave Ceptor que sincroniza automáticamente la hora a través de señales de GPS y permite tener un reloj siempre con la hora exacta sin preocuparse por cambiar de zona horaria.
Los relojes G-Shock siguen adquiriendo nuevas funciones adaptadas a actividades específicas. Los modelos DW-5600C, DW-5600E, DW-5900, DW-6600, DW-6900 son adecuados para vuelos espaciales y continúan innovando en esta dirección. Así, en 2010, G-Shock actualizó notablemente su modelo DW-5600E, sustituyendo el módulo 1545 por el módulo número 3229. Los modelos 9400dcj-1/ GW- 9400 Rangeman y el GWN-1000 Gulfmaster cuentan con un sensor triple con una brújula digital, un termómetro y un barómetro/altímetro. Los modelos MTG-S1000, GW-A1000 y GPW-1000 tienen la función Triple G Resist que mejora la resistencia a golpes, fuerzas centrífugas y vibraciones.
La marca ha seguido modificando su imagen de reloj exclusivamente utilitario e intenta adoptar una línea más elegante. Así, muchos modelos nuevos de G-Shock son analógicos con pulseras y carcasa de metal (acero, titanio o incluso fibra de carbono). Los modelos de edición limitada se van introduciendo más en la gama y periódicamente se realizan colaboraciones con otras marcas como A bathing Ape (Bape), Stussy, Xlarge, KIKS TYO, Nano Univers, Levi's, así como Coca-Cola, Pulp68 Skateshop, Lucky Strike o incluso Marlboro. Baby-G ya no se refiere simplemente a la versión femenina de los relojes G-Shock, sino que se convirtió en una marca propia dentro del grupo Casio.

## Libro Guinness de los Récords
El 12 de diciembre de 2017, un Casio G-Shock entró en el Libro Guinness de los récords como el reloj que resistió ser aplastado por el vehículo más pesado probado hasta la fecha. Un G-Shock DW5600E-1 tuvo que soportar el paso de un camión de 24,97 toneladas, siendo el primer reloj que superó esta prueba.